# Eumelea biflavata
Eumelea biflavata là một loài bướm đêm trong họ Geometridae.